# MBC Masr 2
MBC Masr 2 est une chaîne de télévision égyptienne gratuite. Il appartient au groupe MBC et à United Media Services. La chaîne a été lancée lors d'une cérémonie officielle au Caire le 25 octobre 2014. La chaîne s'adresse aux téléspectateurs égyptiens.